# Coroticus tessellatus
Coroticus tessellatus är en insektsart som beskrevs av William Lucas Distant 1918. Coroticus tessellatus ingår i släktet Coroticus och familjen dvärgstritar. Inga underarter finns listade i Catalogue of Life.